# Fotografija 51
Fotografija 51 je naziv difrakcionog snimka DNK koji je napravio Rejmond Gosling dok je radio kao postdiplomski student pod nadzorom Rozalind Franklin 1952, koji je bio kritični dokaz u identifikaciji strukture DNK. Fotografija je snimljena dok je Franklin bila na Kings koledžu u grupi Džona Randala. 
Džejmsu Votsonu je fotografiju pokazao Moris Vilkins, koji ju je dobio od Rejmonda Goslinga. On je zajedno sa Fransisom Krikom koristio fotografiju 51 za razvije prvi hemijski model DNK. Za taj rad su njih troje nagrađeni 1962. Nobelovom nagradom za fiziologiju ili medicinu. Nobelova nagrada se ne dodeljuje posmrtno, is stoga Franklin koja je umrla 1958. nije nominovana.
Fotografija sadrži ključnu informaciju za razvoj modela B-forme DNK. Specifično, DNK (1) je heliks, (2) ona je verovatno dvostruki heliks as antiparalnim lancima, i (3) fosfatna osnova je na obodu (tako da su baze DNK, koje su kod nasleđivanja, unutar heliksa). Proračuni i fotografije su dali kritične parametre za veličinu heliksa i njegovu strukturu.